# Кожемяцкая улица
Кожемя́цкая у́лица (укр. Кожум'я́цька ву́лиця) — улица в Подольском районе Киева, урочище Гончары-Кожемяки. Пролегает от улицы Верхний Вал до Дегтярной улицы.

## История
Является одной из старейших улиц Киева. Название происходит от исторической местности Кожемяки, где она и расположена.  Старая застройка улицы была снесена в конце 1980-х годов, новая сформировалась в начале XXI века.

## В литературных произведениях
На Кожемяцкой улице происходят события, описанные в пьесе «За двумя зайцами» Михаила Старицкого и в одноимённом фильме.